# 佐野大輔
佐野 大輔（さの だいすけ、1983年9月11日 - ）は、日本の俳優。福岡県出身。所属事務所はサラ・プロジェクト所属。血液型はO型。身長176cm、バスト86cm、ウェスト75cm、ヒップ89cm、靴の大きさ27cmである。趣味は釣り/ドライブ/読書、特技はダンスである。

## 出演

### テレビ
- ガラスの仮面（1997年、テレビ朝日系） - 若者A 役
- 仮面ライダー剣（2004年1月 - 2005年1月、テレビ朝日系） - あかつき学園高等学校バスケ部員3年生 役
- ザ!世界仰天ニューススペシャル「落ちた偶像 〜光クラブ事件」（2006年1月、日本テレビ系）
- 知の冒険者たち（CSサイエンスチャンネル）
- 獣拳戦隊ゲキレンジャー（2007年2月 - 2008年2月、テレビ朝日系）第1話 - 社員 役
- ケータイ捜査官7（2008年 - 2009年、テレビ東京系） - 蓮見壮一郎 役

### CM
- ほっかほっか亭 - かつ丼

### 映画
- GACHAPON! - 内田英治監督
- クレージーボーイズ - トシ 役、関本郁夫監督
- 遥かなる甲子園 - 大澤豊監督

### 舞台
- TOXIC Audio - 2006年
- 劇団ノーティーボーイズ7th 公務員・ドリーム〜マジでドンペリ5秒前〜 - 2005年